# Diary Sharp-2
Diary #2 (deutsch Tagebuch Nr. 2) ist ein rumänisch-niederländischer Kurzfilm von Adina Pintilie aus dem Jahr 2013. Weltpremiere war am 4. Mai 2013 bei den Internationalen Kurzfilmtagen in Oberhausen.

## Handlung
Der wöchentliche Besuch Franks bei Eva steht an. Bei ihr angekommen schläft er auf dem Bett ein. Sie entdeckt ihre Sexualität.

## Kritiken
„Entstanden als experimentelle Versuchsanordnung zwischen Schauspielerin und Regisseurin, tastet sich der Film in die Erinnerung und Körperlichkeit seiner Protagonistin vor. Blicke, Gesten und Gerüche verbinden sich zu einer Erzählung von großer Schönheit. Die Spannung zwischen Begehren und Erfüllung wird gezeichnet über eine Geschichte des Körpers; eine allmähliche Vergewisserung der sinnlichen Gegenwart setzt ein. Diese Setzung einer dokumentarisch-fiktionalen Improvisation wirkt nach.“

## Auszeichnungen
Internationale Kurzfilmtage Oberhausen 2013
- Zonta-Preis